# Chamari Athapaththu
Athapaththu Mudiyanselage Chamari Jayangani Kumai Athapaththu (singhalesisch අතපත්තු මුදියන්සේලාගේ චමරි ජයංගනී කුමායි අතපත්තු; bekannt als Chamari Athapaththu; * 9. Februar 1990 in Kurunegala, Sri Lanka) ist eine sri-lankische Cricketspielerin, die seit 2009 für die sri-lankische Nationalmannschaft spielt und seit 2014 mit Unterbrechungen ihre Kapitänin ist.

## Kindheit und Ausbildung
Sie wuchs in der Hauptstadt der Nordwestprovinz Kurunegala auf. Dort besuchte sie das Gokarella Central College und erlernte dort das Cricket spielen, bevor sie zum Ibbagamuwa Central College wechselte. Nach einer erfolgreichen Jugendkarriere wurde sie dann beim Colts Cricket Club aufgenommen.

## Aktive Karriere

### Anfänge in der Nationalmannschaft
Athapaththu gab ihr Debüt in der Nationalmannschaft ICC Women’s World Twenty20 2009 gegen Indien. Ihr Debüt im WODI-Cricket folgte im April 2019 in den West Indies. Kurz darauf war sie Teil der sri-lankischen Vertretung beim ICC Women’s World Twenty20 2010 und konnte dabei unter anderem gegen Neuseeland 21 Runs erreichen. Bei einem heimischen Vier-Nationen-Turnier im April 2011 gelang ihr ein Century über 111 Runs aus 110 Bällen gegen Irland. Im November erzielte sie dann beim Women’s Cricket World Cup Qualifier 2011 zunächst ein Fifty über 56 Runs im Halbfinale gegen die West Indies und dann 60 Runs im Spiel um den dritten Platz gegen Südafrika. Beim in Sri Lanka ausgetragenen ICC Women’s World Twenty20 2012 konnte sie dann nicht überzeugen. Als Teil des Teams beim Women’s Cricket World Cup 2013 gelangen ihr dann gegen England in der Vorrunde ein Half-Century über 62 Runs, bevor sie mit 52 Runs gegen Südafrika half den fünften Platz für Sri Lanka zu sichern. Im Oktober 2013 konnte sie dann ein Fifty über 58 Runs in der WODI-Serie in Südafrika.
Beim ICC Women’s World Twenty20 2014 gelangen ihr unter anderem 43 Runs gegen Indien und 46 Runs gegen Neuseeland. Nach dem Turnier übernahm sie von Shashikala Siriwardene die Kapitänsrolle. Im Oktober kam dann Südafrika nach Sri Lanka, wobei ihr zunächst ein Century über 106 Runs aus 151 Bällen gelang und dann ein weiteres Fifty über 63 Runs, wofür sie als Spielerin des Spiels ausgezeichnet wurde. Im Januar 2015 folgte dann ein Half-Century über 99 Runs gegen Pakistan. Im Sommer gab sie dann die Kapitänsrolle wieder zeitweise zurück an Siriwardene. Im November 2015 folgten dann zwei Fifties (75 und 56 Runs) in Neuseeland. Beim ICC Women’s World Twenty20 2016 gelang ihr ein Fifty über 52 Runs gegen Südafrika, wofür sie als Spielerin des Spiels ausgezeichnet wurde. In der WODI-Serie gegen Australien im September 2016 gelang ihr eine Bowling-Leistung über 3 Wickets für 31 Runs.

### Aufstieg zur Kapitänin
Beim Women’s Cricket World Cup Qualifier 2017 erreichte sie ein Fifty über 84 Runs gegen Bangladesch, wofür sie als Spielerin des Spiels ausgezeichnet wurde und somit die Qualifikation für das Endrundenturnier sicherte. Dieses folgte dann im Sommer. Dabei gelang ihr zunächst ein Fifty über 53 Runs gegen Neuseeland, bevor ihr ein Century über 178* Runs aus 143 Bällen gegen Australien gelang, wofür sie trotz der Niederlage als Spielerin des Spiels ausgezeichnet wurde. Daraufhin unterzeichnete sie mit Yorkshire den ersten Vertrag in einer ausländischen Liga. Im November folgte dann ein weiterer mit den Melbourne Renegades in der Women’s Big Bash League. Den Women’s Twenty20 Asia Cup 2018 verpasste sie dann, da sie an Denguefieber erkrankte. Im September 2018 gelang ihr dann im zweiten WODI gegen Indien ein Fifty über 57 Runs und drei Wickets (3/42). Im dritten Spiel der Serie folgte dann ein Century über 115 Runs aus 133 Bällen. Ihre beste Leistung beim ICC Women’s World Twenty20 2018 waren dann 3 Wickets für 17 Runs gegen Bangladesch. Im Februar 2019 gelang ihr ein Fifty über 94 Runs in Südafrika. Im September 2019 reiste sie dann mit dem Team nach Australien. Dort gelang ihr zunächst in den WTwenty20s ein Century über 113 Runs aus 66 Bällen, bevor sie in den WODIs 103 Runs aus 124 Bällen erzielte. Beim ebenfalls in Australien stattfindenden ICC Women’s T20 World Cup 2020 erzielte sie dann ein Fifty (50 Runs) gegen den Gastgeber.
Nach der Pause auf Grund der COVID-19-Pandemie erzielte sie beim Commonwealth Games Women’s Cricket Competition Qualifiers 2022 ein Fifty über 86 Runs gegen Schottland und ein weiteres über 57 Runs gegen Kenia, wofür sie jeweils als Spielerin des Spiels ausgezeichnet wurde. Im Juni 2022 erreichte sie ein Century über 101 Runs aus 85 Runs in den WODIs in Pakistan und dann ein Fifty über 80* Runs in den WTwenty20s gegen Indien. Sie führte dann das Team bei den Commonwealth Games 2022, war dort jedoch nicht erfolgreich. Beim ICC Women’s T20 World Cup 2023 gelang ihr im Eröffnungs-Spiel gegen den Gastgeber Südafrika ein Fifty über 68 Runs und wurde als Spielerin des Spiels ausgezeichnet. Jedoch gelang es ihr nicht das Team ins Halbfinale zu führen.